# King City (Califòrnia)
King City és una població dels Estats Units a l'estat de Califòrnia. Segons el cens del 2004 tenia 11.225 habitants.

## Demografia
Segons el cens del 2000, King City tenia 11.094 habitants, 2.736 habitatges, i 2.251 famílies. La densitat de població era de 1.170,3 habitants/km².
Dels 2.736 habitatges en un 54,6% hi vivien nens de menys de 18 anys, en un 62,2% hi vivien parelles casades, en un 12,4% dones solteres, i en un 17,7% no eren unitats familiars. En el 13,5% dels habitatges hi vivien persones soles el 6% de les quals corresponia a persones de 65 anys o més que vivien soles. El nombre mitjà de persones vivint en cada habitatge era de 4,03 i el nombre mitjà de persones que vivien en cada família era de 4,28.
Per edats la població es repartia de la següent manera: un 35,7% tenia menys de 18 anys, un 13,7% entre 18 i 24, un 31,2% entre 25 i 44, un 13,3% de 45 a 60 i un 6,2% 65 anys o més.
L'edat mediana era de 25 anys. Per cada 100 dones de 18 o més anys hi havia 119,6 homes.
La renda mediana per habitatge era de 34.398 $ i la renda mediana per família de 33.750 $. Els homes tenien una renda mediana de 27.377 $ mentre que les dones 25.286 $. La renda per capita de la població era d'11.685 $. Entorn del 16,9% de les famílies i el 20,8% de la població estaven per davall del llindar de pobresa.

## Poblacions més properes
El següent diagrama mostra les poblacions més properes.